# Fahrenbach (Tröstau)
Fahrenbach ist ein Gemeindeteil der Gemeinde Tröstau  im Landkreis Wunsiedel im Fichtelgebirge (Oberfranken, Bayern).

## Lage
Der Weiler Fahrenbach liegt im Nordwesten des Tröstauer Forstes-Ost und ist über eine Nebenstraße von Tröstau aus erreichbar. Zentrales Gebäude ist das Schloss Fahrenbach, welches derzeit als Golfhotel genutzt wird.

## Geschichte
Der Ort wurde 1362 erstmals urkundlich erwähnt und dem Besitz der Hirschberger mit einer ersten Wehranlage zugeschrieben. Der Markgraf Albrecht Achilles verlieh 1475 das Lehen an Hans und Gilg Leubel, die einen Rittersitz zur Sicherung des Wurmlohpasses an der Grenze zu Kurpfalz-Bayern erbauen sollten. Im Landbuch der Sechsämter gehörten 1499 zum Rittergut die Dörfer Reichenbach und Nagel. Spätere Besitzer waren die Herdegen, Wildenstein, die Geheimräte Borcke und Carl von Stein, die Lindenfels und weitere. Die Begräbnisstätte der Wildenstein auf Fahrenbach liegt in der Pfarrkirche von Schönbrunn. Mauerreste und der Mühlbach zeugen von der Existenz der Fahrenbacher Mühle. Röttger berichtet von einer abgegangenen Kapelle St. Konrad und einem abgegangenen Bildwerk aus Eisen. Nach Malter stiftete der Bischof von Regensburg einen Ablass für die Wallfahrtskapelle, die bis in die Reformationszeit bestand. Das Schloss wurde 1986 durch einen Brand weitgehend zerstört und 1993 als Golfhotel wieder in Betrieb genommen.